# رابرت مریک
رابرت مریک (انگلیسی: Robert Merrick؛ زادهٔ january ۱۸, ۱۹۷۱ (۵۴ سال)) ورزشکار اهل ایالات متحده آمریکا است.
وی در مسابقات کشوری و بین‌المللی در مجموع برندهٔ ۱ مدال نقره شده‌است.